# Ranunculus traunfellneri
A Ranunculus traunfellneri a boglárkavirágúak (Ranunculales) rendjébe, ezen belül a boglárkafélék (Ranunculaceae) családjába tartozó faj.

## Rendszertani eltérés
Egyes forrás szerint, a Ranunculus traunfellneri a havasi boglárka (Ranunculus alpestris) alfaja, Ranunculus alpestris subsp. traunfellneri név alatt.

## Előfordulása
Ez a fehér virágú boglárka az Alpok délkeleti részén honos.

## Megjelenése
A Ranunculus traunfellneri tőlevelei tompazöldek, tövig három szeletre tagoltak, oldalsó szeleteik mélyen bevagdaltak.

## Képek

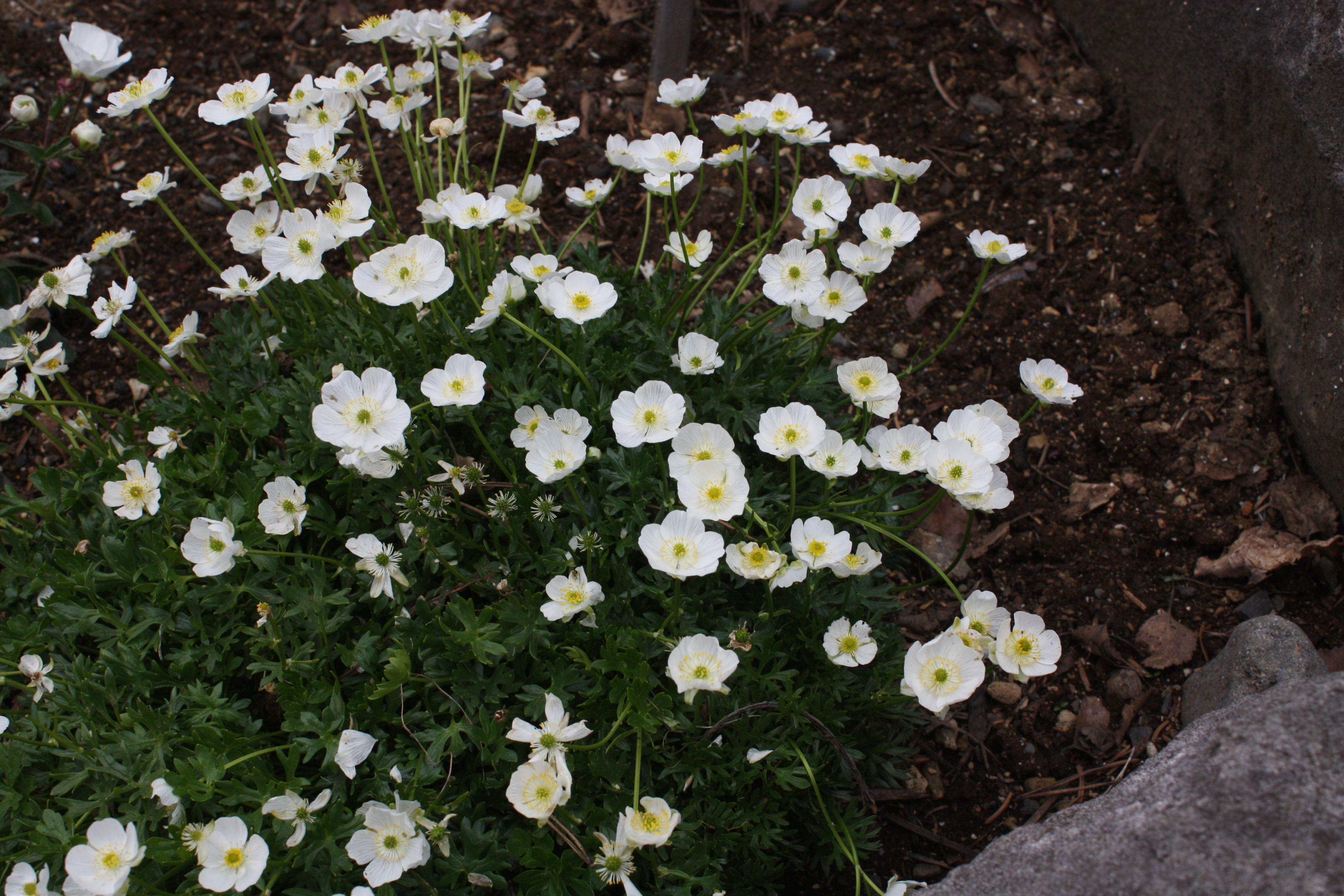
Ranunculus traunfellnerik a reykjavíki botanikus kertben
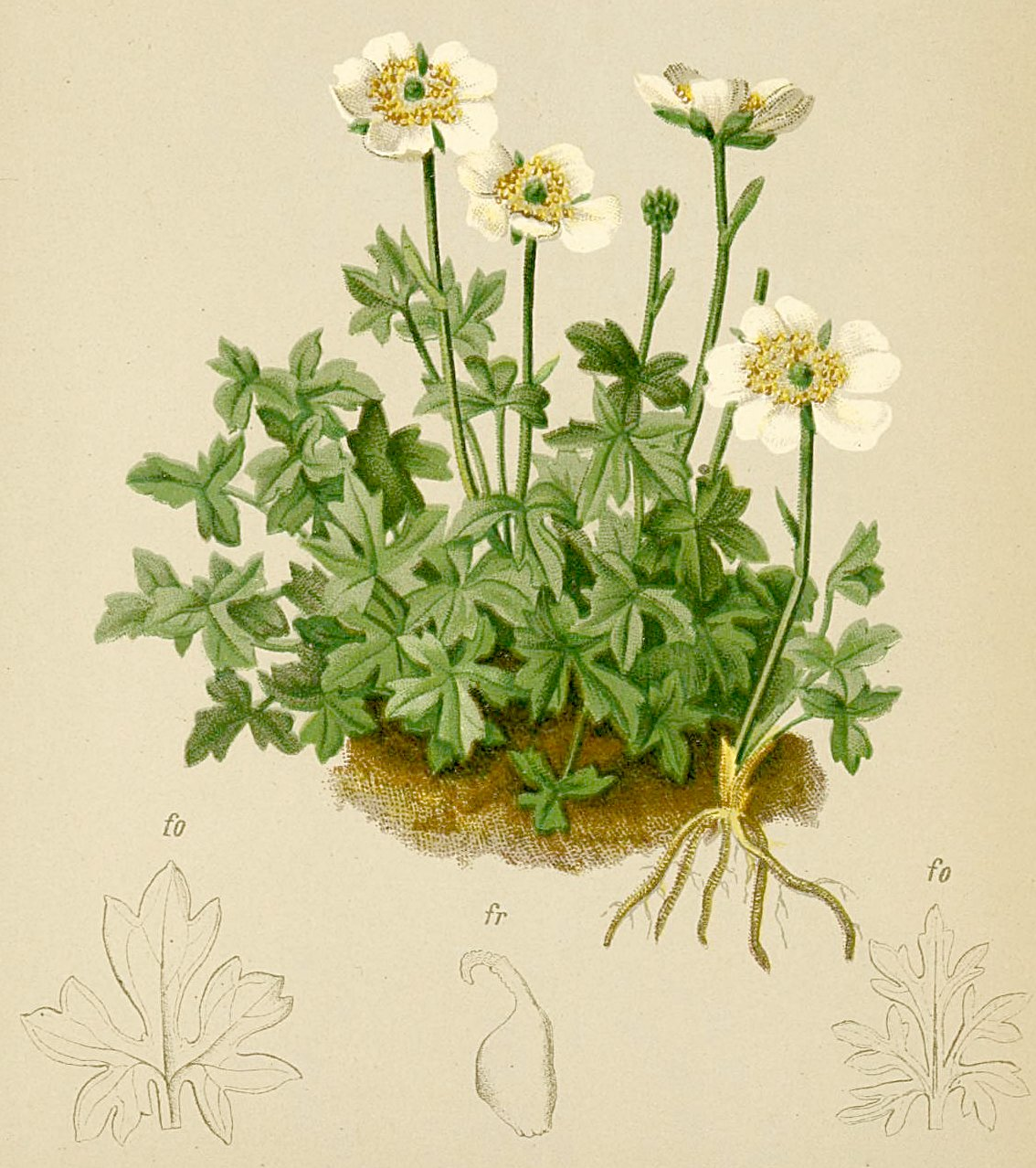
Rajz a növényről